# Evgeny Korolev
Evgeny Korolev (Moscou, 14 de Fevereiro de 1988) é um tenista profissional russo, que representa o Cazaquistão.
Korolev, é um dos tenistas mais jovens dos Top 100 ao lado de Juan Martín del Potro da Argentina, o russo se dá muito bem em torneios na Alemanha, ele também é primo da ex-tenista Anna Kournikova.

## Conquistas

### Simples
- 2005 Challenger de Aachen, Alemanha
- 2006 Challenger de Düsseldorf, Alemanha
- 2007 Challenger de Aachen,Alemanha